# Ghiacciaio Astudillo
Il ghiacciaio Astudillo (in inglese Astudillo Glacier) (64°53′S 62°51′W) è un ghiacciaio situato sulla costa di Danco, nella parte occidentale della Terra di Graham, in Antartide. Il ghiacciaio, il cui punto più alto si trova 853 m s.l.m., fluisce fino alla baia Paradiso, tra la cala di Leith e la cala di Skontorp.

## Storia
Il ghiacciaio Astudillo è stato osservato per la prima volta durante la seconda spedizione antartica cilena nel 1947-48 ed è stato così battezzato dai membri della spedizione probabilmente in onore di uno di loro.